# Starostové pro jižní Moravu
Starostové pro jižní Moravu (zkráceně STAN a SOL) je koalicí dvou stran, působící v Jihomoravském kraji. Koalici Starostové pro jižní Moravu vytvořily Starostové a nezávislí a Hnutí SOL.
V krajských volbách v roce 2016 koalice získala 4 mandáty. Mandáty získali Drago Sukalovský, Martin Maleček, Radomír Pavlíček a Jiří Lukášek. 
V krajských volbách v roce 2020 koalice získala 7 mandátů. Mandáty získali Drago Sukalovský, František Lukl, Radomír Pavlíček, Miroslav Boháček, Michal Marek a František Novotný.